# Christoph Galandi
Christoph Galandi (* 21. September 1962 in West-Berlin) ist ein ehemaliger deutscher Ruderer.

## Biografie
Christoph Galandi nahm bei den Olympischen Sommerspielen 1988 in Seoul in der Regatta mit dem Doppelvierer teil. Zusammen mit Oliver Grüner, Andreas Reinke und Georg Agrikola belegte er den sechsten Platz.